# Итаньяэн
Итаньяэн (порт. Itanhaém) — муниципалитет в Бразилии, входит в штат Сан-Паулу. Составная часть мезорегиона Южное побережье штата Сан-Паулу. Находится в составе крупной городской агломерации . Входит в экономико-статистический микрорегион Итаньяэн. Население составляет 91 153 человека на 2006 год. Занимает площадь 599,017 км². Плотность населения — 152,2 чел./км².
Праздник города — 22 апреля.

## История
Город основан 22 апреля 1532 года.

## Статистика
- Валовой внутренний продукт на 2003 составляет 411.754.233,00 реалов (данные: Бразильский институт географии и статистики).
- Валовой внутренний продукт на душу населения на 2003 составляет 4.998,96 реалов (данные: Бразильский институт географии и статистики).
- Индекс развития человеческого потенциала на 2000 составляет 0,779 (данные: Программа развития ООН).

## География
Климат местности: субтропический. В соответствии с классификацией Кёппена, климат относится к категории Cfa.

## Известные уроженцы
- Калишту, Бенедиту (1853—1927) — бразильский художник.